# روجر بينسكي
روجر بينسكي، ولد يوم 20 فيفري 1937 في شاكر هايتس، أوهايو، وهو شخصية أمريكية في رياضة السيارات . كان سائق سباقات في ستينيات القرن الماضي، ثم أسس فريق سباق بينسكي وهو أحد الفرق المرموقة في رياضة السيارات الأمريكية والذي أثبت نفسه في العديد من التخصصات بما في ذلك الفورمولا 1.